# Plaistow (Newham)
Plaistow (pronunciato /ˈplɑːstoʊ/ PLAH-STOH, anche se spesso è erroneamente chiamato PLAY-STOH o PLA-STOH) è un quartiere del borgo londinese di Newham, situato a circa 10 km da Charing Cross.
Il quartiere è un'area residenziale, costituita prevalentemente da case popolari.
È il quartiere natale del rapper 21 Savage.

## Origini del nome
È incerta l'origine del toponimo del quartiere; sono varie le ipotesi su di esso:
- si considera che il nome Plaistow derivi da "Sir Hugh de Plaitz", che nel 1065 sposò Filippa di Montfichet, la cui famiglia possedeva il distretto: da dopo il matrimonio, Filippa chiamò l'area "Manor of Plaiz". "Stow", invece, era o un luogo di assemblea (occasionalmente un luogo sacro) o un villaggio. Dunque, "Plaiz-stow" è il villaggio o il luogo di assemblea del maniero, Plaiz.
- nel suo libro "What's in a Name?", pubblicato nel 1977, l'autore Cyril M. Harris, scrive che nel 1200 l'area di Plaistow era registrata come "Plagestoue", nome derivato dall'antico inglese formato da "pleg" (con il significato di giocare o di sport) e "stowe" (posto): quindi Plaistow significherebbe, secondo Harris, "luogo per giocare". In realtà, sembra che Harris abbia confuso Plaistow, già località dell'Essex, con Plaistow, vicino a Crich nel Derbyshire, che è registrato come "Plagestoue" nelle Darley Charters del 1200[1]. La derivazione da "Pleg" e "Stowe" potrebbe tuttavia essere applicata ugualmente ad entrambe le località chiamate Plaistow.
- Plaistow in Essex è riportato come "Playstowe" nel Patent Rolls della contea del 1414[1]. Anche in questo caso, dunque, viene supportata l'idea che il nome dell'area significasse in origine "luogo per giocare".

## Storia

### Medioevo ed età moderna
Nel 1353 Sir Richard de Playz donò il suo territorio all'abbazia cistercense Stratford-Langthorne.
A seguito della Dissoluzione dei monasteri in Inghilterra, l'area divenne di proprietà della corona che la concesse a Sir Roger Cholmeley nel 1553.
Plaistow è collegata alle leggende del famoso brigante Dick Turpin (nato nel 1705, ucciso nel 1739): diverse storie sul suo conto, infatti, sostengono che il suo primo crimine fu il furto di due buoi, compiuto ai danni del suo datore di lavoro a Plaistow nel 1730.
Per anni, nella zona tra Plaistow e Southend Turpin e la sua banda di contrabbandieri hanno operato illecitamente.
In epoca più recente, la cittadina dette i natali, nel 1874, a Mary Ann Bevan che venne considerata, suo malgrado a causa di una rara sindrome definita acromegalia, "la donna più brutta del mondo" e che per mantenere i suoi figli esibì la sua bruttezza in spettacoli e circhi in Gran Bretagna e Stati Uniti.

### Età contemporanea
Plaistow fu collegata alla rete telefonica solamente nel 1905.
L'area è stata pesantemente danneggiata durante i bombardamenti su Londra della seconda guerra mondiale.
Pochi edifici rimasero illesi a seguito dei bombardamenti. Uno di questi è il pub "The Black Lion" il cui edificio è uno dei più antichi del quartiere, essendo risalente a prima del 1742.

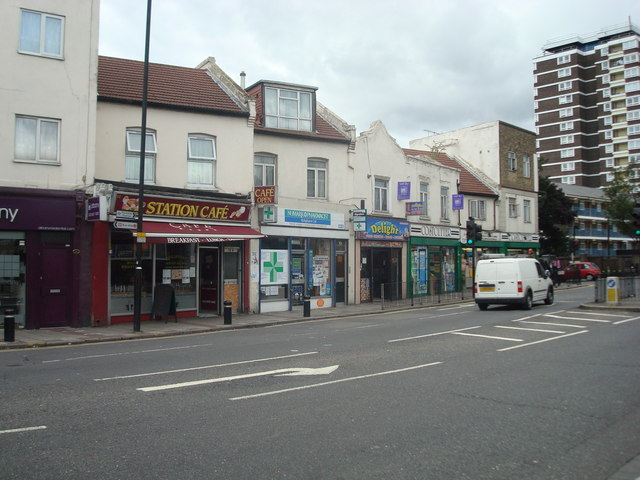
Strada principale di Plaistow

Negli anni Sessanta, in un'area particolarmente danneggiata dai bombardamenti, nella zona settentrionale del quartiere è stato costruito dall'autorità locale (che allora era il borgo rurale di West Ham, nell'Essex) un grande complesso di case popolari, che sarebbe dovuto servire per soddisfare la crescente richiesta di abitazioni da parte della popolazione.
Queste case popolari, insieme a tutto il vicinato, sono state sottoposte a un progetto di riqualificazione urbana, a seguito del degrado in cui vessavano.
Infatti, alla fine degli anni Ottanta, 92 milioni di sterline sono state stanziate per questa riqualificazione, conosciuta con il nome di "Forest Gate and Plaistow SRB5", con il fine di rinnovare e rivitalizzare i quartieri, creando nuovi posti di lavoro, costruendo nuove abitazioni e migliorando le esistenti.
All'organizzazione "West Ham and Plaistow New Deal for Communities" ("NDC") incluso nel programma governativo designato per contrastare esclusione sociale, disoccupazione, insicurezza e bassa istruzione, è stata conferita la gestione di più di 54 milioni di sterline per portare miglioramenti nell'area in un periodo decennale fino al 2010.
A conclusione di questo periodo, nel marzo del 2010, viene fondata dalla NDC la Newham New Deal Partnership ("Newham NDP"), un'organizzazione non a scopo di lucro, che ha come scopo quello di continuare l'operato decennale della NDC in un'area più ampia. Questa organizzazione lavora in collaborazione con l'East London Business Alliance, l'East Thames Group, il Borgo londinese di Newham e il One Housing Group per provvedere alla comunità benefici sia direttamente sia attraverso associati.

## Monumenti e luoghi d'interesse
Luoghi di interesse nel quartiere sono il  Plaistow Park, parco di quasi 4 ettari conosciuto dall'anno della sua apertura, nel 1894, fino al 1999 come  Balaam Street Recreation Ground, e il cimitero dell'East London.
A Plaistow si trovano il centro ricreativo di Newham, il centro ricreativo di Balaam Street, l'ospedale universitario di Newham e, a sud est del quartiere, nei pressi dell'ospedale, il campus principale del  Newham Sixth form college.

## Cultura

### Nella cultura di massa
A Plaistow ci si riferisce nel brano Plaistow Patricia di Ian Dury, contenuta nell'album, uscito nel 1977, New Boots and Panties!!.
La location per le riprese video del brano Fascination dal gruppo Human League era una casa, interamente dipinta di rosso, e le circostanti villette a schiera che si trovano all'angolo tra la First Avenue e la Third Avenue nel quartiere di Plaistow. L'area da allora è stata riqualificata.

### Radio
La "Voice of Africa Radio" (VOAR) è un'emittente radiofonica locale che trasmette da Plaistow. La radio cominciò ad operare il 1º gennaio 2000 come un'emittente non autorizzata, dato che ricevette la licenza solamente nel 2006.
È la prima stazione radiofonica africana autorizzata nel Regno Unito.

## Infrastrutture e trasporti

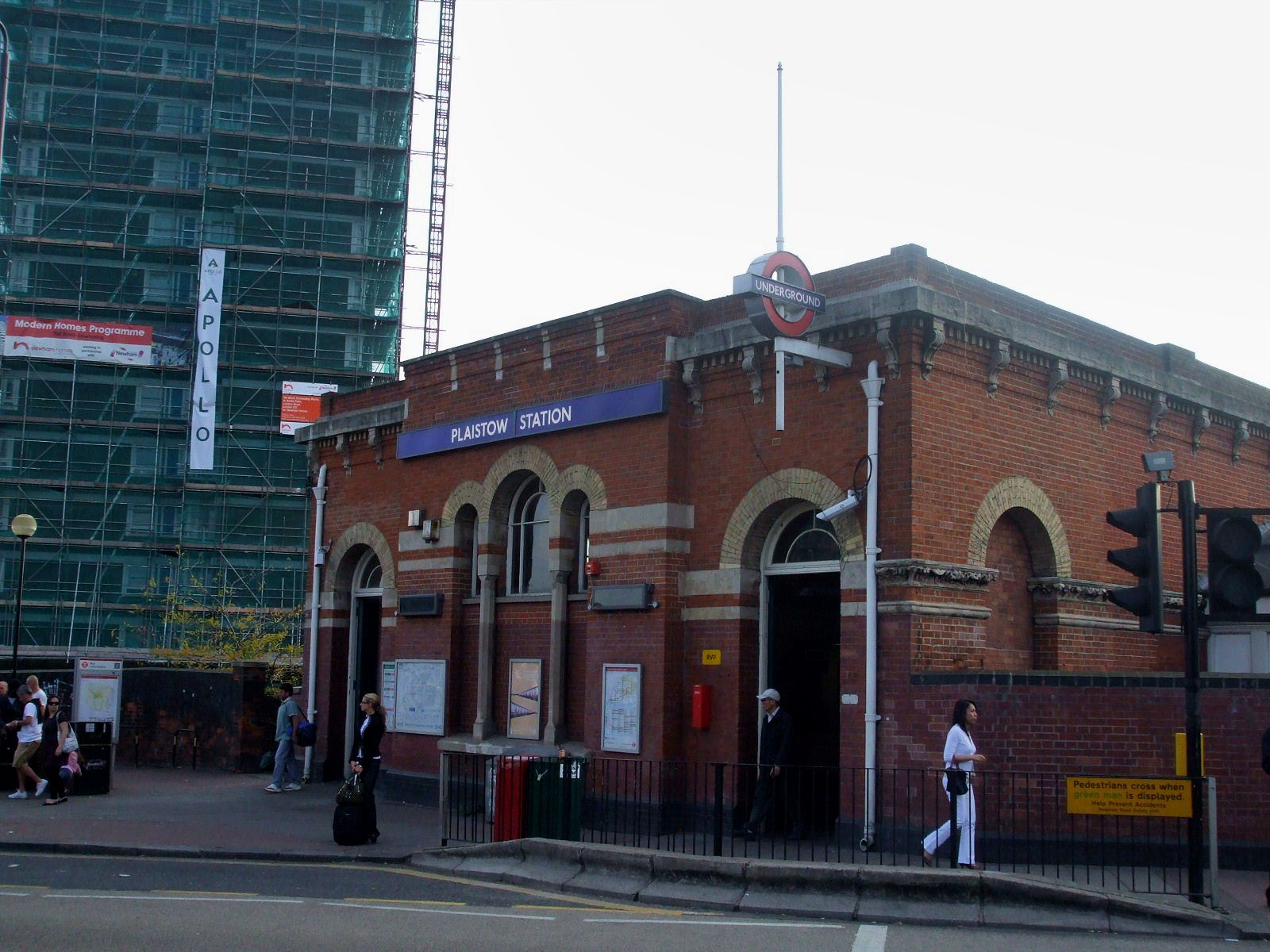
Entrata della stazione della metropolitana sulla Plaistow Road

Il quartiere si trova lungo la A112 (l'antica strada d'età romana, che collega da nord Waltham Abbey con North Woolwich a sud, che presso il quartiere assume l'odonomastica di Prince Regent Lane, Greengate Street, The Broadway, High Street o Plaistow Road) e la A124 (Barking Road), che scorre da sud-ovest a nord-est attraverso il quartiere.
Plaistow è servita dalla stazione della metropolitana omonima. Questa stazione è servita dai treni della linee District line e Hammersmith & City.
Altre stazioni che si trovano nei pressi del quartiere, inoltre, sono le stazioni di West Ham, di Abbey Road e di Star Lane, a ovest, e di Upton Park, a est.
Varie linee di autobus servono il quartiere:
| 5 ( Canning Town - Plaistow - Romford ) 69 (h24) (Canning Town - Plaistow Station - Walthamstow ) 115 ( Aldgate - Plaistow - East Ham ) 147 ( Ilford - Plaistow - Prince Regent ) 241 (Prince Regent - Plaistow - Stratford City ) 262 ( East Beckton - Plaistow - Stratford ) 276 (Newham Hospital - Plaistow - Stoke Newington ) 300 (Canning Town - Plaistow - East Ham) | 325 (East Beckton - Plaistow - Prince Regent) 330 (Canning Town - Plaistow - Wanstead Park ) 473 ( North Woolwich - Plaistow - Stratford) 541 (Keir Hardie Estate - Plaistow - Prince Regent) 678 (Beckton - Plaistow - Stratford) la notturna N15 (Romford - Plaistow - Trafalgar Square ) la notturna N551 ( Gallions Reach - Plaistow - Trafalgar Square) |